# افکوئیه
افکوئیه، یک آبادی از توابع بخش دهج شهرستان شهربابک، شهرستان شهربابک در استان کرمان ایران است.

## جمعیت
این آبادی در دهستان خبر قرار دارد و براساس سرشماری مرکز آمار ایران در سال ۱۳۹۵، حدود ۷۰۰ نفر جمعت دارد